# Barracão (kommun i Brasilien, Paraná)
Barracão är en kommun i Brasilien.   Den ligger i delstaten Paraná, i den södra delen av landet, 1 300 km sydväst om huvudstaden Brasília. Antalet invånare är 9 737.
Trakten runt Barracão består till största delen av jordbruksmark. Runt Barracão är det glesbefolkat, med 19 invånare per kvadratkilometer.